# O pismenechi
O pismenechi ("Intorno alle lettere") è uno scritto polemico contro gli avversari delle lettere slave, composto tra il 900 e il 910 da Černorizec Hrabăr, durante il regno dello zar bulgaro Simeone I il Grande.
Questo scritto si inserisce in una Bulgaria in cui erano appena state introdotte le lettere slave (l'alfabeto glagolitico, che arriva in terra bulgara con gli ecclesiastici fuggiti dalla Grande Moravia attorno all'885): rimanevano, quindi, molte diffidenze nei confronti di queste, segnatamente da parte dei trilinguisti e da parte degli intellettuali imbevuti di cultura greca (che preferivano, quindi, utilizzare l'alfabeto greco).
Secondo l'autore del trattato, le lettere slave non sono meno sante di quelle greche, ma, anzi, sono state concepite da un santo (Costantino, meglio conosciuto come Cirillo), al contrario di quelle greche concepite da pagani. Inoltre, le lettere greche non risultano nemmeno originariamente concepite dal Creatore, ma sono derivate da un altro alfabeto e sono state rimodellate più volte.